# Anumarana
Anumarana (trl. anumaraṇa, też: anugamana) – hinduistyczna praktyka samopalenia indyjskich wdów. W stosunku do rytuału sati różni się tym, że wdowa kremowana jest na odrębnym stosie niż ciało zmarłego męża. Anumara była praktykowana, gdy mąż zginął daleko od miejsca zamieszkania i tam zostało spalone jego ciało.